# Bissaürri
Bissaürri (Bisagorri en aragonès i Bisaurri en castellà) és un municipi de l'Aragó que es troba a la comarca de la Ribagorça. Pertany a la mancomunitat de l'Alt Éssera.

## Ubicació
Està situat a 1108 metres d'altitud sobre el nivell del mar. S'estén a l'esquerra de l'Éssera per les valls secundaries d'Urmella i Gavàs fins a la partió d'aigües amb la Valira de Castanesa de l'Isàvena. El seu terme, que, ultra el poble de Bissaürri, comprèn els d'Urmella, Arassant i els de la vall de Sant Feliu de Veri, es dilata al N. pel vessant meridional de la serralada primària del Pic Gallinero (2.728 m.) i per la serra d'Urmella, al S. arriba fins al port de les Ares, límit amb la Baixa Ribagorça, a l'O. fins al Congosto de Ventamillo i a l'E. fina a la divisoria amb la conca alta de l'Isàvena, on es destaquen els tossals d'Abella i de Montalisc. Creuen el municipi el torrent d'Urmella, amb el seu afluent el barranc de Bissaürri, i el riu de Gavàs; ambdós, després d'un recorregut en direcció SE_NW. desguassen a l'Éssera. El seu terme comprèn sectors de les serres primàries, la depressió de margues i les serres calcàries en sentit N-S. E comunica mitjançant la carretera C-144 del Pont de Suert a Castilló de Sos pel coll de Fades (1.470 m).

## El poble
El poble de Bissaürri s'assenta en una planura, plena de vegetació, a la falda del turó del seu nom i al marge esquerre del barranc de Bissaürri, a una altitud de 1.108 m. És un poble amb un nucli central, de cases atapeïdes en estrets carrerons amb grans teulats coronats per les típiques xemeneies bombades dels llocs de muntanya. Entre les grans cases més antigues destaca la Casa del Sinyor, antiga residència dels senyors de Fades. L'església parroquial, dedicada a Sant Cristòfol, fou ampliada i renovada en una bona part al segle XVII i té un campanar de torre, acabat amb una coberta piramidal. Té algunes botigues, però el servei d'equipaments no es suficient i depèn de Castilló de Sos. Té una planta embotelladora d'aigües minerals i una petita cooperativa.

## Agricultura
Contràriament al que es podria pensar a causa de la natura rocosa del territori, la roca viva i les extensions improductives comprenen solament el 5% del territori. Els terrenys de conreu són dispersos i donen lloc al poblament esmicolat; abasten només l'11% del municipi. El 68% de l'extensió dels conreus son prats. Gairebé es reguen 4 ha, que constitueixen el 0'6% de les terres llaurades. Els boscs són molt importants, ja que ocupen 1.513 ha de pinasses, fagedes i alzinars (24%). La resta és matollar.
Tots els béns col·lectius són municipals i abasten més de la meitat (vers el 60%) de la superfície total del terme. Els béns individuals són, en relació amb les terres de conreu, el 35%, que representen el 70% en la seva estructura interna. A finals del segle XX hi havia 340 parcel·les, 135 de les quals tenien menys de 0'5 ha.; el nombre mitjà de parcel·les per explotació era de 62 (1972). El règim de tinença dominant era la propietat (95%) i l'arrendament comprenia el 4%.
Es llaura menys del 10% del terme i les superfícies de pasturatge són més del 50% en relació amb el terme i menys del 70% respecte a les terres sense conrear. Encara que amb una producció molt modesta, el blat havia estat un dels conreus tradicionals, però avui s'ha deixat de banda. Els farratges abasten la major part i es reparteixen entre l'alfals (16'5%), la trepadella (3'3%), el trèvol (14%) i els prats de sega (67'2%). Al regadiu es fan hortalisses i patates.

## Ramaderia
Pobre en estives, la seva activitat ramadera principal era el bestiar oví; a finals de segle XX tenia prop dels 3.500 caps (s'havia incrementat el 228% en 32 anys), repartits en més d'una vintena d'explotacions (la més gran amb prop dels 450 caps), i ha de fer transhumància i prop de 2.000 caps de 3 explotacions (23%). El vacum va esdevenir força important i esdevingué força important i vers l'any 2000 tenia prop del miler de caps (increment del 337%, el més alt de la vall), que es repartien en més d'una cinquantena d'explotacions (la més gran amb uns 150 caps); els reproductors eren el 13% dels caps, en l'11% de les explotacions.

## El bosc
El bosc és important, però els beneficis són migrats a causa de la poca qualitat de la fusta i l'augment de les despeses. Una solució per tal d'incrementar el volum de les tales fou la re agrupació dels boscs d'utilitat pública en un sol conjunt sotmès al mateix ritme d'explotació. Així el 1971 es van integrar en un ínic domini les heretats 38, 39, 45 i 46 de Bissaürri, 41 i 47 de Gavàs, 42 i 47 de Sant Feliu, i 43 de Sant Martí, que totalitzen més de 2.000 ha. Abans s'explotaven les mines de lignit i les salines de la Múria.

## Història
El poble de Bissaürri és d'origen antiquíssim. És documentat al segle XI, però el seu ètim basc Basa-uri equival a vila del precipici, que s'adapta al relleu del lloc. El terme es repartia en dominis privats, com el de Fades, i monàstics de Sant Victorià d'Assan, com a senyor del monestir de Sant Just i Sant Pastor d'Orema, però l'alta jurisdicció del lloc era dels comtes de Ribagorça i, més tard reial. El 1495 Bissaürri amb tots els seus agregats tenia 96 famílies, 24 de les quals corresponien al poble de Bissaürri, 13 a Arassant, 10 a Renanué, 17 a Sant Martí d'Estet, i la resta es repartien entre Gavàs, Sant Feliu, Urmella, Veri, Buielgues, Dos, la Múria, Sant Valeri i Fades. Al llarg dels segles XV-XVIII la població de Bissaürri, que va baixar a 10 famílies el 1713 i 58 habitants el 1787, va quedar molt per sota d'altres pobles del seu actual municipi, com Sant Martí d'Estet, que el 1787 tenia 136 habitants, o Arassant, que en tenia 64.

## Llengua
Els nuclis del terme municipal de Bissaürri s'han de considerar com a pertanyents al domini lingüístic benasquès. En un primer moment podria incloure's en el domini català estricte el corral de Rins, la casa de Fades, Perafita (Piedrafita) i Sant Valeri (San Valero), possiblement despoblats avui dia.

## Entitats de població

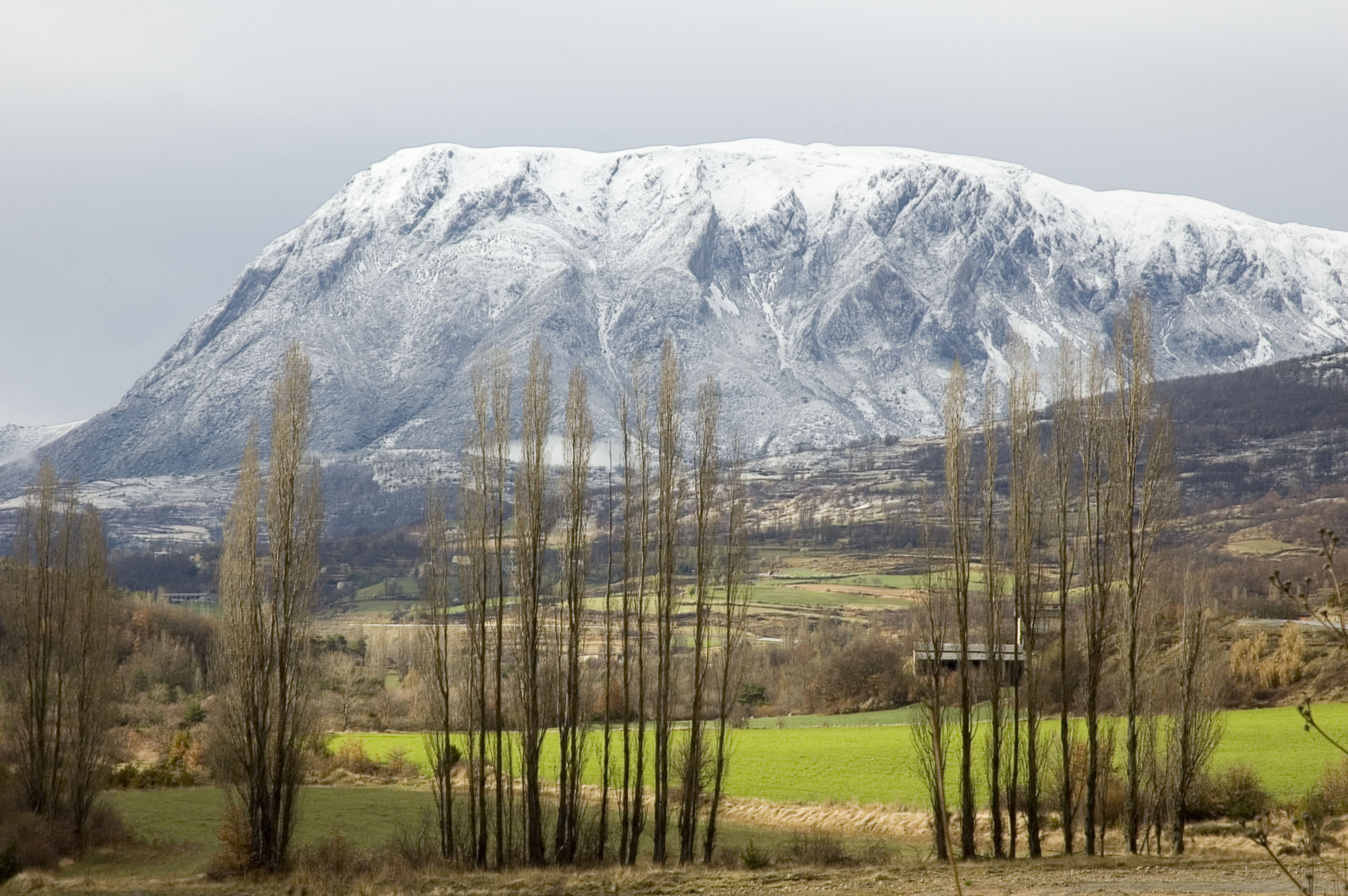
El Turbó.

En temps moderns el municipi ha tingut el seu màxim de poblament el 1860 amb 865 habitants, xifra que ha anat decreixent gradualment fins a arribar als 173 actuals. A banda de les entitats de població llistades dessota, compta també amb les de:
- Buielgues, és una de les antigues caseries de Sant Feliu, enfilada al vessant meridional del turó de Buielgues, a 1.500 m. d'altitud. El lloc tenia 4 famílies el 1495 14 habitants el 1960. Ara és habitat només temporalment.[3][7]
- Dos, aquest poblet és a 1.450 m d'altitud, entre el replà de Sant Feliu i el turó Buielgues. És documentat des de la fi del segle X perque tenia al seu emplaçament l'antic castell de Dos, propietat dels comtes de Ribagorça. El 1495 tenis dos focs i 19 habitants el 1960.[3][8]
- Fades, el lloc o casa de Fades era una petita senyoria amb terme propi situada a la falda d'un turó de la serra d'Urmella (1.350 m). És conegut pel seu nom el coll de Fades, que dona pas a la carretera C-144 vers les Paüls. Té estives. El seu poblament antic era de dues o tres famílies, que tenien, però, església pròpia i cementiri. Surt, nogensmenys, com un simple domini, només amb poblament estacional, des del segle XVIII.[3]
- la Múria, un altre petit poble, situat5 al vessant N del Turbó, és a 1.400 m d'altitud, al curs mitjà del torrent de Sant Feliu. Hi passa el camí tradicional que va de Bissaürri a Llert, a la vall de Bardaixí, després de creuar el port de la Múria (1.590 m), que s'obre entre la muntanya de Sant Feliu i la de Gavàs. El seu cens va oscil·lar entre 4 i 5 famílies el 1495 i el 1713, pràcticament el mateix que tenia el 1960, 23 habitants. (Ara no figura al cens).[3][9]
- Perafita, és un llogaret que a finals del segle xx tenia 4 habitants (no consta en el cens) amb una esglesiola modeerna dedicada a Sant Joaquim, a l'E del terme de Bissaürri, prop de l'esmentada carretera C-144. És el vessant meridional de la serra d'Urmella, a 1.436 m d'altitud ja a la conca de l'Isàvena, prop del torrent de Turbine.[3]
- Sant Valeri és un altre despoblat, a 1.452 m d'altitud, proper a Perafita, que el 1495 tenia 2 focs i el 1960 encara se li assignaven 11 habitants.[3]
- Veri és un llogaret situat a 1.469 m d'altitud, alturó que domina el replà de Sant Feliu, a ponent d'aquest poble. És un lloc habitat només temporalment, però que el 1960 tenia encara 18 habitants. Al segle XII formava un sol domini amb Sant Feliu i era propietat dels Erill. Ambdós llocs tenien 15 focs el 1378, dels quals uns quatre o cinc devien correspondre a Veri, ja que el 1495 només tenia 4 focs i es considerava unit a Renanué; des del segle XVII ja consta sempre unit a Sant Feliu.[3][10] entre d'altres.

| Entitat de població | Habitants |
| ------------------- | --------- |
| Arassant            | 35        |
| Bissaürri           | 95        |
| Gavàs               | 34        |
| Sant Feliu de Veri  | 46        |
| Sant Martí d'Estet  | 11        |
| Urmella             | 26        |
| Renanué             | 9         |
| Font: Idescat       |           |